# ゴルノ・アルタイ自治州
ゴルノ・アルタイ自治州 (露: Горно-Алтайская автономная область）はソビエト連邦の自治州。

## 歴史

アルタイ共和国の現在の位置

1922年にオイロート自治州 (Ойротская Автономная область)として建国され、1948年にこの名称に改名された。なお、オイロート自治州時代は首都の名前はウララであったが、国名の改名時に首都の名前もゴルノ・アルタイスクに改称されている。
1949年にはゴルノ・アルタイスク国立大学が設置された。当時は教員が10人であった。1993年には模範的学校に指定されている
。
1991年になるとゴルノ・アルタイ自治ソビエト社会主義共和国として自治共和国に格上げとなり、ソビエト・ロシアを構成する一共和国になった。1992年3月21日以降はアルタイ共和国として存在している。

## 人口
1989年の国勢調査ではゴルノ・アルタイの人口のうちロシア人が115,118人で60.4%に上っている。アルタイ人は59,130人で33.5%であった。その他の民族ではカザフ人が10,692人で5.6%、残りの5,821人、3.8%がその他であった。

## 宗教
現在はアルタイ人の多くがキリスト教徒であるが、1904年ごろにはブルハン教がアルタイの先住民族に浸透していた。ブルハン教は反露感情の助長に利用されたため1930年代に共産党によって禁止された
。

## その他
小惑星2232アルタイは1969年にB. A. Burnashevaによって発見され、この地にちなんで名づけられている。

## 註
1. 1 2  “Altai Republic :: official portal”. 2011年6月29日閲覧。
2. ↑  “Ozarka Enters Agreement with Russian University Ozarka College”. 2011年7月2日閲覧。
3. ↑  “Gorn-Altaisk State University GASU”. 2011年7月2日閲覧。
4. ↑  “Altai Culture”. 2011年7月3日閲覧。
5. ↑  “Altai Republic”. 2011年7月3日閲覧。
6. ↑  Schmadel, Lutz D. (2003). Dictionary of Minor Planet Names (5th ed.). New York: Springer Verlag. p. 181. ISBN 3-540-00238-3